# Kelvin Hopkins
Kelvin Peter Hopkins (né le 22 août 1941) est un homme politique britannique. Il est élu pour la première fois en tant que député travailliste de Luton Nord en 1997. Hopkins est suspendu par le Parti travailliste en 2017 après des allégations d'inconduite sexuelle de Westminster en 2017. Hopkins ne s'est pas présenté aux élections générales de 2019 .
Hopkins est un partisan du groupe pro-Brexit Leave Means Leave .

## Jeunesse
Kelvin Hopkins est né à Leicester, fils du physicien Harold Hopkins. Il fait ses études à la Queen Elizabeth's Grammar School for Boys, Barnet, au nord de Londres; il fréquente ensuite l'Université de Nottingham où il obtient un baccalauréat en politique, économie et mathématiques avec statistiques. Entre 1958 et 1963, il est musicien de jazz "semi-professionnel", jouant du saxophone ténor et de la clarinette .
À l'exception de deux ans en tant que chargé de cours au St Albans College of Higher Education (maintenant appelé Oaklands College) de 1971 à 1973, il travaille entièrement au sein du mouvement syndical. Il rejoint le Congrès des syndicats en tant qu'économiste en 1969 et y est revenu en 1973 après son passage en tant qu'enseignant. Il est nommé agent politique et de recherche chez NALGO en 1977, quittant son successeur UNISON en 1994 .
Hopkins est conseiller au conseil municipal de Luton de 1972 à 1976.

## Carrière parlementaire
Hopkins est candidat travailliste pour Luton Nord aux élections générales de 1983 et termine à la deuxième place, 11 981 voix derrière le député conservateur John Carlisle. Hopkins se présente à nouveau pour le siège quatorze ans plus tard, aux élections générales de 1997, le remportant sur les conservateurs, avec une majorité de 9 626 voix et 54,6% des voix exprimées. Il prononce son premier discours à la Chambre des communes le 28 novembre 1997 .
À la Chambre des communes, il est membre du comité spécial de la radiodiffusion de 1999 à 2001 et siège au comité spécial de l'administration publique depuis 2002. Il est également conseiller de Richard Caborn sur le Nautisme lorsque Caborn est ministre des Sports. Hopkins est membre de nombreux groupes multipartites. Il est président du groupe sur la formation continue et l'apprentissage tout au long de la vie, et vice-président des groupes sur le jazz ; les véhicules historiques ; la Norvège ; constitution et citoyenneté; infrastructures de transport et réseaux transeuropéens. Il est également trésorier du groupe des sociétés de construction et des mutuelles financières. Hopkins est de l'aile gauche du parti travailliste, étant membre du groupe de campagne socialiste  et eurosceptique. Il est connu pour sa position rebelle parmi les députés travaillistes et est décrit comme un «économiste de gauche enclin à la rébellion» par Andrew Roth dans The Guardian.
Au cours de l'exercice 2007-08, le total des demandes de remboursement de Hopkins s'élevait à 121 809 £, dont l'allocation pour résidence secondaire s'élevait à 1 242 £. Il évite d'être compromis dans le scandale des dépenses des députés en 2009, étant considéré comme un «saint» par le Daily Telegraph pour ses réclamations minimales de résidence secondaire. En juin 2010, il est choisi comme membre travailliste du comité de sélection des transports .
Avant le référendum de 2016 sur l'adhésion britannique à l'UE, Hopkins signe le People's Pledge, une campagne multipartite pour un tel référendum, et est membre de son conseil consultatif . Il est l'un des seize signataires d'une lettre ouverte adressée à l'ancien dirigeant travailliste Ed Miliband en janvier 2015, qui appelle le parti à s'engager à s'opposer à une nouvelle austérité, à ramener les infrastructures ferroviaires dans la propriété publique et à renforcer les accords de négociation collective.
Il est un partisan de l'homéopathie, ayant signé une Early Day Motion à l'appui de son financement continu par le National Health Service .
Hopkins est l'un des 36 députés travaillistes à proposer Jeremy Corbyn comme candidat aux élections à la direction du parti travailliste de 2015 . En 2016, il est l'une des principales figures travaillistes à soutenir la campagne «Leave» lors du référendum britannique sur l'adhésion à l'UE ,. Après avoir refusé l'offre d'un poste à l'avant-garde lorsque Jeremy Corbyn devient chef, Hopkins est «appelé» pour servir dans le cabinet fantôme à la suite d'une vague de démissions à la fin de juin 2016 . Il retourne sur les banquettes arrière après la réélection de Corbyn à la tête du parti et la formation d'un nouveau cabinet fantôme en octobre .
Hopkins ne s'est pas représenté aux élections générales de 2019 .

### Allégations de harcèlement sexuel
Hopkins est suspendu par le parti travailliste le 2 novembre 2017 à la suite d'allégations portées contre lui et faisant l'objet d'une enquête . Selon le Daily Telegraph, Hopkins aurait harcelé sexuellement et se serait comporté de manière inappropriée envers une militante du parti travailliste, Ava Etemadzadeh, maintenant âgée de 27 ans. Les plaintes sont initialement portées à l'attention de Rosie Winterton en 2015, alors qu'elle est whip en chef du Labour. Hopkins rejette «absolument et catégoriquement» l'accusation d'inconduite sexuelle.
Un peu plus d'une semaine plus tard, le 10 novembre, la députée travailliste Kerry McCarthy déclare que Hopkins lui accordait une attention non désirée, via des notes écrites, depuis 1994, lorsque les deux étaient présidents des partis travaillistes de circonscription adjacents à Luton. L'attention aurait repris lorsque McCarthy est devenu député en 2005 et s'est poursuivie jusqu'au début de 2016. Les notes ont été montrées aux whips travaillistes et reproduites dans The Guardian. Bien que Hopkins n'ait pas été physiquement abusif envers McCarthy, elle déclare à la rédactrice politique du journal Heather Stewart que "je me méfiais vraiment, vraiment de lui".
Quatre mois plus tard, Etemadzadeh déclare qu'elle était "totalement désillusionnée" par le parti travailliste car elle ne savait toujours pas quand son cas serait entendu .

## Vie privée
Hopkins épouse Patricia Mabel Langley le 21 août 1965 à Barnet . Le couple a un fils et une fille, Rachel Hopkins, qui est devenue député de Luton South. Hopkins est un francophone, un photographe passionné, saxophoniste et aime naviguer sur les Norfolk Broads . Il est un associé honoraire de la National Secular Society et est un patron de Humanists UK, ainsi qu'un vice-président du All-Party Parliament Humanist Group. Depuis 1993, Hopkins est gouverneur du Luton Sixth Form College. Il vit à Luton depuis novembre 1969  et se rend à Westminster en train, en utilisant Thameslink.

## Publications
- Kelvin Hopkins, The Economy: A NALGO Review, 1991

- - Cité dans : Mike Ironside et Roger Seifert, Facing up to Thatcherism: the history of NALGO, 1979-1993, Oxford New York, Oxford University Press, 2000 (ISBN 9780199240753), « Markets, managers, and the merger », p. 293